# Draft de l'NBA del 1959

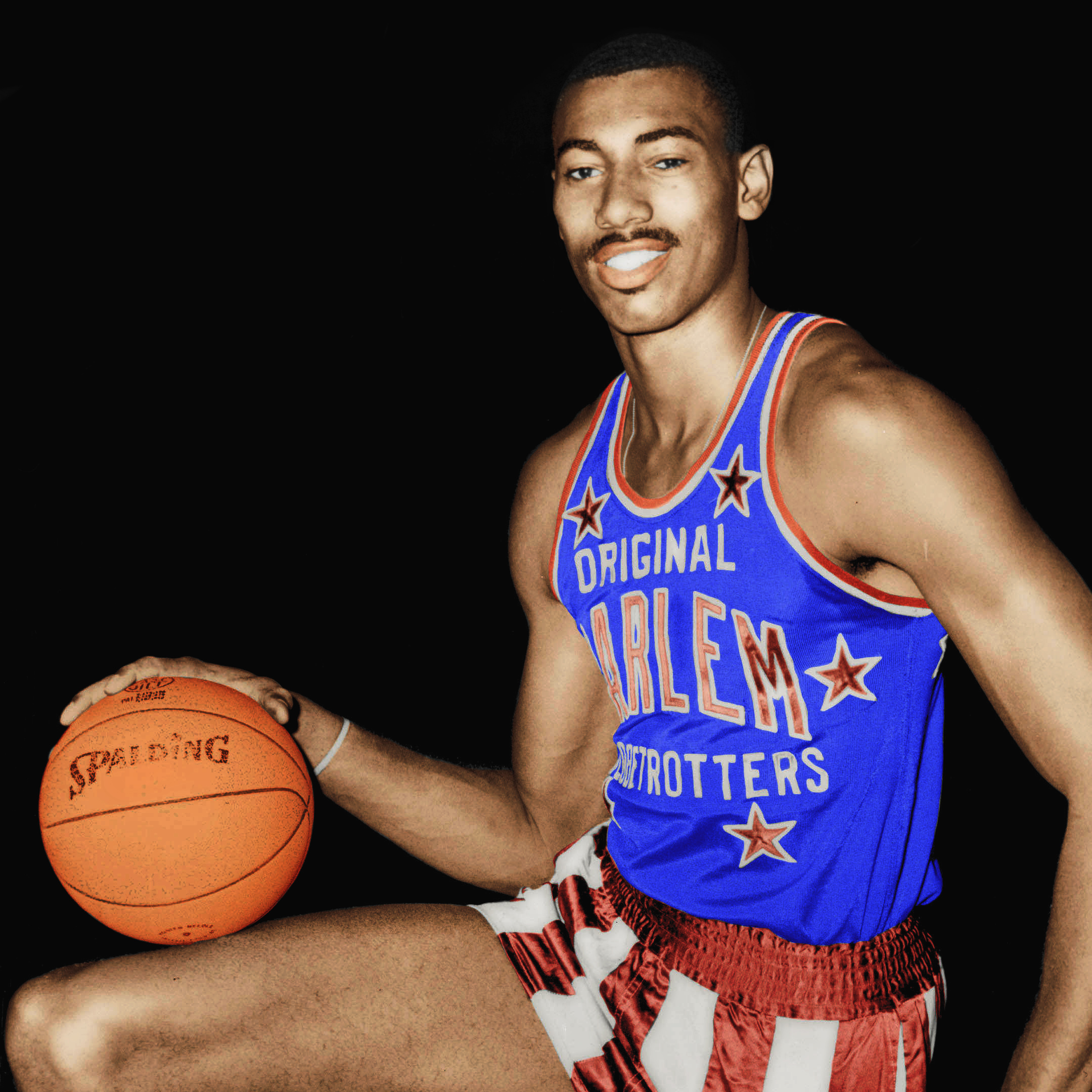
Wilt Chamberlain.

El Draft de l'NBA de 1959 va constar de 14 rondes en les quales es van seleccionar 91 jugadors, entre ells, 2 futurs membres del Basketball Hall of Fame: Bailey Howell i Wilt Chamberlain. Philadelphia va aconseguir a Chamberlain gràcies a la denominada elecció territorial, que permetia als equips escollir, abans del draft, a un jugador que el seu high school no distés més de 50 milles del seu terreny de joc, renunciant posteriorment a la primera elecció. Aquesta norma va estar vigent fins al 1965.

## Primera ronda
|  | = All-Star     |
|  | = Hall of Fame |

| Posició | Jugador          | Nacionalitat | Equip de l'NBA        | Origen (Universitat/club) |
| ------- | ---------------- | ------------ | --------------------- | ------------------------- |
| 1       | Bob Boozer       | Estats Units | Cincinnati Royals     | Kansas State              |
| 2       | Bailey Howell    | Estats Units | Detroit Pistons       | Mississippi State         |
| 3       | Wilt Chamberlain | Estats Units | Philadelphia Warriors | Kansas                    |
| 4       | Tom Hawkins      | Estats Units | Minneapolis Lakers    | Notre Dame                |
| 5       | Dick Barnett     | Estats Units | Syracuse Nationals    | Tennessee State           |
| 6       | Johnny Green     | Estats Units | New York Knicks       | Michigan State            |
| 7       | Bob Ferry        | Estats Units | St. Louis Hawks       | St. Louis                 |
| 8       | John Richter     | Estats Units | Boston Celtics        | North Carolina State      |

## Segona ronda
| Posició | Jugador        | Nacionalitat | Equip de l'NBA        | Origen (Universitat/club) |
| ------- | -------------- | ------------ | --------------------- | ------------------------- |
| 9       | Tom Robitaille | Estats Units | Detroit Pistons       | Rice                      |
| 10      | Don Goldstein  | Estats Units | Detroit Pistons       | Louisville                |
| 11      | Joe Ruklick    | Estats Units | Philadelphia Warriors | Northwestern              |
| 12      | Rudy LaRusso   | Estats Units | Minneapolis Lakers    | Dartmouth                 |
| 13      | Gene Tormohlen | Estats Units | Syracuse Nationals    | Tennessee                 |
| 14      | Alan Seiden    | Estats Units | St. Louis Hawks       | St. John's                |
| 15      | Cal Ramsey     | Estats Units | St. Louis Hawks       | NYU                       |
| 16      | Gene Guarilia  | Estats Units | Boston Celtics        | George Washington         |

## Tercera ronda
| Posició | Jugador         | Nacionalitat | Equip de l'NBA        | Origen (Universitat/club) |
| ------- | --------------- | ------------ | --------------------- | ------------------------- |
| 17      | Mike Mendenhall | Estats Units | Cincinnati Royals     | Cincinnati                |
| 18      | Gary Alcorn     | Estats Units | Detroit Pistons       | Fresno State              |
| 19      | Jim Hickaday    | Estats Units | Philadelphia Warriors | Memphis State             |
| 20      | Bobby Smith     | Estats Units | Minneapolis Lakers    | West Virginia             |
| 21      | Jon Cincebox    | Estats Units | Syracuse Nationals    | Syracuse                  |
| 22      | Bob Anderegg    | Estats Units | New York Knicks       | Michigan State            |
| 23      | Hank Stein      | Estats Units | St. Louis Hawks       | Xavier (OH)               |
| 24      | Ralph Croswaite | Estats Units | Boston Celtics        | Western Kentucky          |